# 吕塞拉姆
吕塞拉姆（法語：Lucéram，法語發音：[lyseʁam]）是法国滨海阿尔卑斯省的一个市镇，位于该省中东部，属于尼斯区。

## 地理
吕塞拉姆（43°52'57"N, 7°21'38"E）面积65.52 平方千米，位于法国普罗旺斯-阿尔卑斯-蓝色海岸大区滨海阿尔卑斯省，该省份为法国东南部沿海省份，南濒地中海，西南至瓦尔省，西北接上普罗旺斯阿尔卑斯省，北部和东部与意大利接壤。
与吕塞拉姆接壤的市镇（或旧市镇、城区）包括：贝尔莱萨尔普、科阿拉兹、迪拉尼斯、莱斯卡雷讷、朗托斯克、穆利内、佩耶、索斯佩勒、图埃德莱斯卡雷讷、于泰勒。

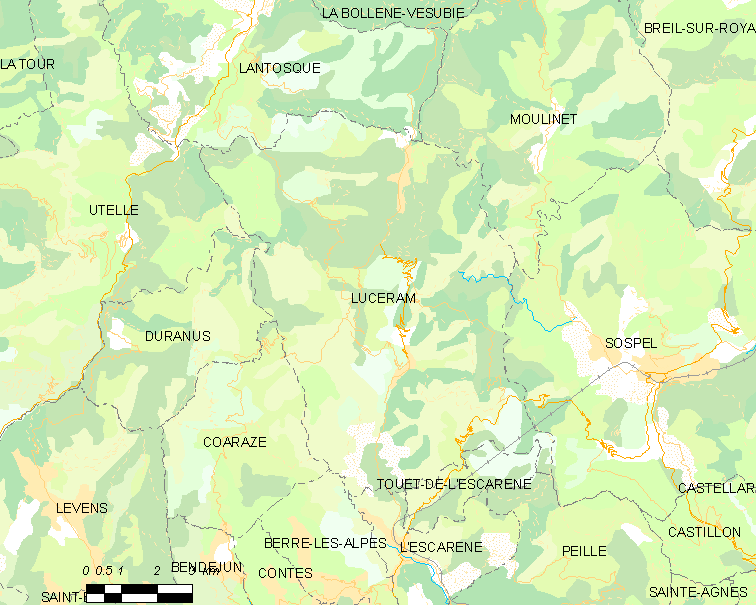
吕塞拉姆的OSM定位图

吕塞拉姆的时区为UTC+01:00、UTC+02:00（夏令时）。

## 行政
吕塞拉姆的邮政编码为06440，INSEE市镇编码为06077。

## 政治
吕塞拉姆所属的省级选区为孔特县。

## 人口

1962-2008年间吕塞拉姆人口变化图示

吕塞拉姆于2022年1月1日时的人口数量为1249人。